# 忍法八犬伝
『忍法八犬伝』（にんぽうはっけんでん）は、山田風太郎の時代小説。忍法帖シリーズの一作。『週刊アサヒ芸能』1964年5月3日号から11月29日号に連載された。『南総里見八犬伝』を根底に、犬士の子孫がくノ一8人と対決する物語である。

## あらすじ
将軍家が催した大名たちの家宝陳列の折、安房の里見家は『八犬伝』ゆかりの「伏姫の珠」を出品する。珠は将軍家の嫡男竹千代の目に留まり、里見忠義は珠を献上することを約束させられる。
里見家取りつぶしを画策する謀臣・本多佐渡守は、伊賀組頭領・服部半蔵に命じ、半蔵配下の伊賀くノ一たちに珠を偽物とすり替えさせる。進退窮まった里見家では、重臣の「八犬士」が切腹を行い、本物の珠の奪還を甲賀で忍法修行をしている後継者の「八犬士」に託す。しかし、甲賀にいるはずの後継者たちは忍法修行のつらさに耐えかね、江戸に逃げ出していた。
そして、太平の世にどっぷりとつかったろくでなしや、無法者などになっていた犬士たちは、父からの知らせを受けても、その遺言を守る気はなかった。
ところが、里見忠義の妻、村雨の方がこの事態に責任を感じて密かに安房を抜け出すと、状況が一変する。まず、乞食をしていた犬田小文吾が協力を申し出る。小文吾は単身、衆目を浴びながら正面から服部屋敷へ乗り込み、甲賀と伊賀との珠取り合戦の開始を告げる。小文吾は伊賀くノ一に倒されるが、正面からの勝負を挑まれたことで、伊賀者の矜持から珠を始末できなくなる。
他の七人の八犬士も、それぞれ密かに村雨にあこがれており、小文吾の死を皮切りに一命を賭して珠奪還の戦いに乗り出す。忍法の秘術を駆使しながら、次々と伊賀くノ一を倒すが、八犬士たちも倒れて行く。
村雨も捕えられ、服部屋敷に連れ去られ、里見家の姫君と名乗らざるをえなくなった。角太郎は忍法肉彫りを信乃に施し、村雨そっくりの顔に仕立て上げる。忍法肉彫りは骨を削り、肉をつなぐ技であり、元に戻すことはできない術であった。八犬士・最強の誉も高い親兵衛が服部屋敷に斬り込み、村雨の姿をした信乃が囮となった隙に、壮助が本物の村雨の救出に成功する。その後、角太郎自身も忍法肉彫りで小幡勘兵衛に成りすまし、命と引換えに珠を奪い返す。そして、壮助の死をもって最後の珠が取り返される。
江戸城に登城する村雨の懐に、生き残った信乃が珠を放り込んだ。村雨は無事に「伏姫の珠」を献上する。

## 伏姫の珠
『南総里見八犬伝』で、里見家を守る八犬士達の証となった8つの水晶の珠。
本来は「仁」「義」「礼」「智」「忠」「信」「孝」「悌」の文字がひとつずつ珠の中に浮き上がっているが、本話中ですりかえられた偽の珠は「狂」「戯」「乱」「盗」「惑」「淫」「弄」「悦」の字となっている。

## 登場人物

### 八犬士の子孫
『里見八犬伝』に伝わる八犬士たちを祖とし、代々継承されてきた重臣「八犬士」の末裔。先代たちが切腹して果てると同時に、それぞれの名を受け継ぐことになる。以下、名の後の（　）内はそれぞれの本来継承する珠の文字。「」はすり替えられた珠の文字。
- 犬飼現八（信）「淫」 - 傾城屋。幼名「源五」
- 犬川壮助（義）「戯」 - 女かぶき一座の振付師。
- 犬村角太郎（礼）「乱」 - 軍学者。幼名「円太郎」。真面目人間の堅物。
- 犬田小文吾（悌）「悦」 - 乞食。幼名「大文吾」。面倒くさがりの怠け者。怪力の持ち主。
- 犬坂毛野（智）「盗」 - 盗賊団の美貌の首領。
- 犬江親兵衛（仁）「狂」 - 六方者の頭。幼名「子兵衛」。唯一、逃げ出さずに忍法修行を全うしており、八犬士最強とも呼ばれる。
- 犬山道節（忠）「惑」 - 香具師。信乃とともに大道芸をする。角太郎、信乃、村雨を伊賀くノ一から逃がすために囮として果てる。
- 犬塚信乃（孝）「弄」 - 女装の軽業師。幼名「小信乃」。常に女の恰好をしている。

### 伊賀くノ一
服部半蔵の配下で、里見忠義を色仕掛けでたらしこみ、隙を見て珠を奪う。名は『八犬伝』の登場人物からとられている。
- 船虫（ふなむし） - 伊賀くノ一八人衆。リーダー格。最初に小文吾によって目玉を奪われ、最後に信乃の手裏剣で殺される。
- 玉梓（たまずさ） - 同上。7番目に死ぬ。自決。
- 朝顔（あさがお） - 同上。最初に死ぬ。
- 夕顔（ゆうがお） - 同上。2番目に死ぬ。
- 左母（さも） - 同上。里見家の姫君が本当は「男」ではないかと疑う。5番目に死ぬ。
- 牡丹（ぼたん） - 同上。女郎屋に潜入している。3番目に死ぬ。
- 椿（つばき） - 同上。同じく女郎屋に潜入。4番目に死ぬ。
- 吹雪（ふぶき） - 同上。女装した信乃に乳房がないことに驚愕しつつ、6番目に殺される。

### 里見家ほか
- 里見安房守忠義（さとみ あわのかみ ただよし） - 安房館山藩の大名。安房一国と上総半国・常陸一郡を持つ国持大名。
- 村雨（むらさめ） - 里見家に嫁いだ大久保家の姫君。里見忠義の若い奥方。
- 正木大膳（まさき だいぜん） - 安房里見家の家老。
- 昼顔（ひるがお） - 傾城屋の遊女。
- 服部半蔵正広（はっとり はんぞう まさひろ） - 4代目服部半蔵。初代服部半蔵の三男。

## 登場する忍法
- 忍法外縛陣（げばくじん） - 内部から外部への逃げ道をふさぐ。
- 忍法内縛陣（ないばくじん）- 外部から内部への侵入を防ぐ。
- 忍法天女貝[1] - 相手の男性器を締め付ける。
- 忍法影武者 - 薄い皮を残し、脱皮のように中の肉（主に男性器）が離脱する。女性器の中に残した皮が振動を与えることで、相手の女性に間断ない恍惚を与える。
- 忍法袈裟御前 - 男性器を忍法影武者のように薄い皮で包み込み、間断ない恍惚を与えるが射精には至らせない。このため口から精液が逆流し、恍惚のうちに死に至る。
- 忍法流れ星[2] - 壁に張り付き、横からの剣さばきで相手を斬る。
- 忍法地屏風 - 縦横が逆転したように幻覚させる。
- 忍法犬走り - 四つん這いになり猟犬のような速さで疾走する。
- 忍法摩蝋燭 - 蝋燭で生じた影で相手を倒す。
- 忍法肉彫り - 顔の骨格まで変形させ、別の顔に整形する。
- 忍法踊り子 - 空中に舞い、刃を仕込んだ扇などで襲撃する。
- 忍法振付指南 - 鞭や掛け声の号令と手の動きにより、条件反射で太夫だったくノ一を操る。
- 忍法雛鑑別 - 生物の男女を見分ける。
- 忍法くのいちだまし - 女装して、レズビアンのくノ一を誘惑する。

## 備考
忍法帖シリーズでは全滅が多い「複数の忍者同士の対戦」としては珍しく、女装した犬塚信乃が最後まで生き残る。

## 書誌情報
- 忍法八犬伝（徳間書店・平和新書　1964年）
- 風太郎忍法帖 第5 忍法八犬伝 (講談社、1967年)
- 忍法八犬伝（徳間文庫　1982年）
- 忍法八犬伝　山田風太郎傑作忍法帖（講談社・KODANSHA NOVELS　1996年）
- 山田風太郎忍法帖4 忍法八犬伝（講談社文庫　1999年）
- 忍法八犬伝 山田風太郎ベストコレクション(角川文庫 2010年）

## 漫画
山口譲司の作画で『エイトドッグス〜忍法八犬伝〜』として漫画化され、『コミック乱ツインズ』（リイド社）に2016年8月号（2016年7月13日発売）から2017年10月号まで連載された。単行本はSPコミックス（リイド社）より全2巻。